# ستيفن سولومون (لاعب كرة قدم)
ستيفن سولومون (بالإنجليزية: Steven Solomon) هو منافس ألعاب قوى ولاعب كرة قدم أسترالي، ولد في 16 مايو 1993 في سيدني في أستراليا.

## وصلات خارجية
- ستيفن سولومون على موقع الاتحاد الدولي لألعاب القوى (الإنجليزية)
- ستيفن سولومون على موقع النتائج التاريخية لألعاب القوى الأسترالية (الإنجليزية)
- ستيفن سولومون على موقع الدوري الماسي (الإنجليزية)
- ستيفن سولومون على موقع TFRRS.org (الإنجليزية)
- ستيفن سولومون على موقع TFRRS.org (الإنجليزية)
- ستيفن سولومون على موقع اللجنة الأولمبية الدولية (الإنجليزية)
- ستيفن سولومون على موقع أوليمبيديا (الإنجليزية)
- ستيفن سولومون على موقع اللجنة الأولمبية الأسترالية (الإنجليزية)
- ستيفن سولومون على موقع اتحاد ألعاب الكومنولث (مؤرشف) (الإنجليزية)